# Portovenere
Portovenere (IPA: [pɔrtoˈvɛːnere], Pòrtivene in ligure e nella variante locale), è un comune italiano di 3 191 abitanti della provincia della Spezia in Liguria. Per la sua estensione territoriale urbana è il comune più piccolo della provincia spezzina.
Nel 1997 Portovenere, insieme con le isole Palmaria, Tino, Tinetto e le Cinque Terre è stato inserito tra i patrimoni dell'umanità dell'UNESCO.
Il toponimo Portovenere è conosciuto internazionalmente come la variante più diffusa, nonostante lo stesso statuto comunale, in virtù della tradizione storica consolidata, preveda la forma staccata del suo toponimo (Porto Venere) in tutti gli atti e documenti comunali ufficiali; l'Istituto nazionale di statistica (ISTAT), ente capofila e di rilevazione per lo Stato italiano, trascrive invece nei suoi documenti e censimenti la forma attaccata.

## Geografia fisica

### Territorio

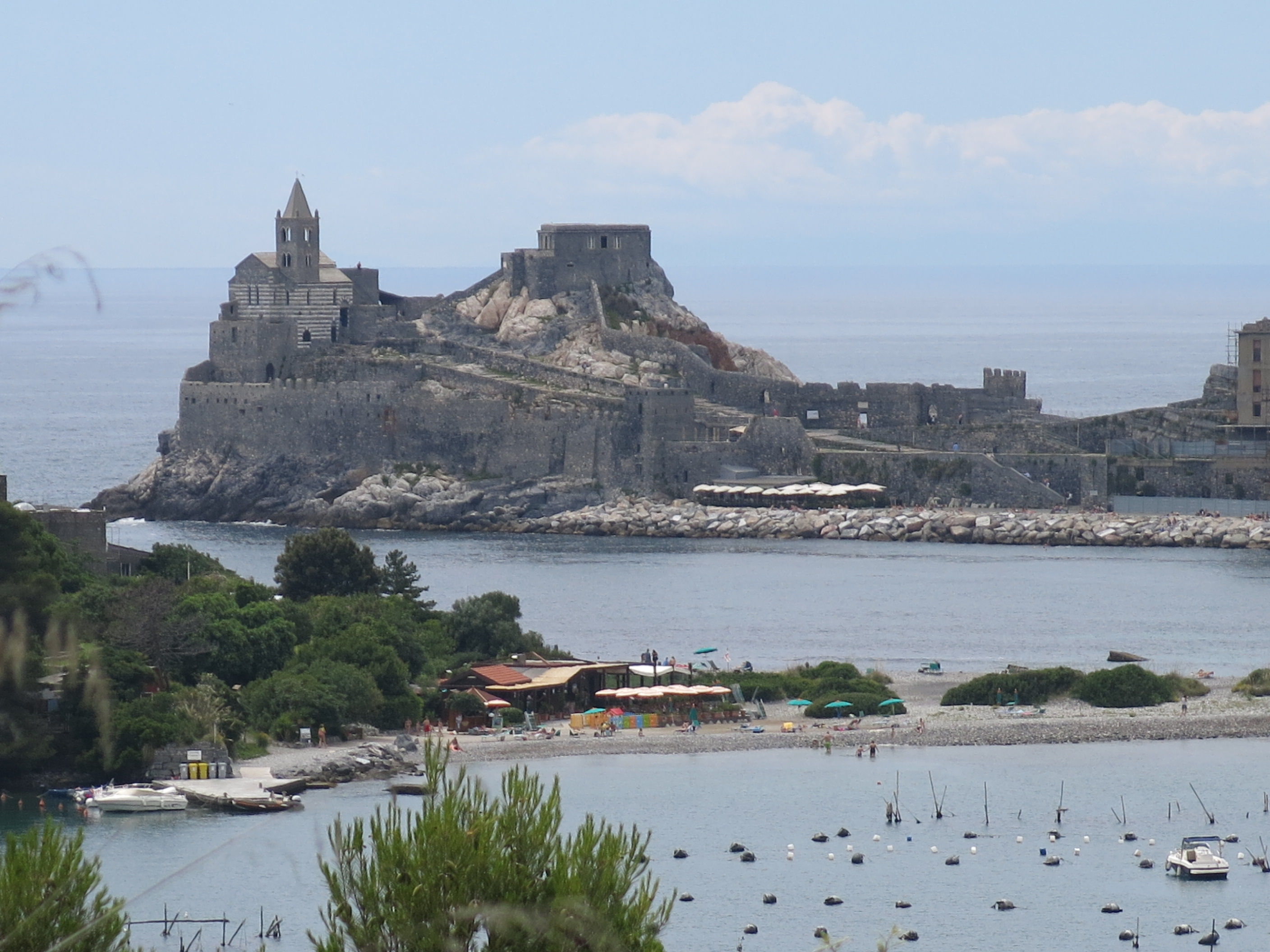
Portovenere dalla Palmaria

Il comune di Portovenere  sorge all'estremità meridionale di un promontorio, il quale, distaccandosi dalla frastagliata linea di costa della riviera ligure di levante, va a formare la sponda occidentale del golfo della Spezia, detto anche "golfo dei Poeti". Alla fine di questa penisola si trovano tre piccole isole: la Palmaria, il Tino e il Tinetto; solo l'isola Palmaria, che sorge proprio di fronte al borgo di Portovenere al di là di uno stretto braccio di mare, è in piccola parte abitata.
Molto note sono le spiagge del comprensorio, grazie all'acqua cristallina e alla forte corrente del mar Ligure, che in prossimità della costa raggiunge repentinamente discrete profondità. Da segnalare le spiagge del lato nordovest dell'Isola Palmaria, citate peraltro nella Guida Blu del Touring Club Italiano e Legambiente. Sul borgo antico del paese, sulla falesia e sulle isole dell'arcipelago insiste il parco naturale regionale di Porto Venere, gestito dall'omonimo ufficio comunale.

### Clima

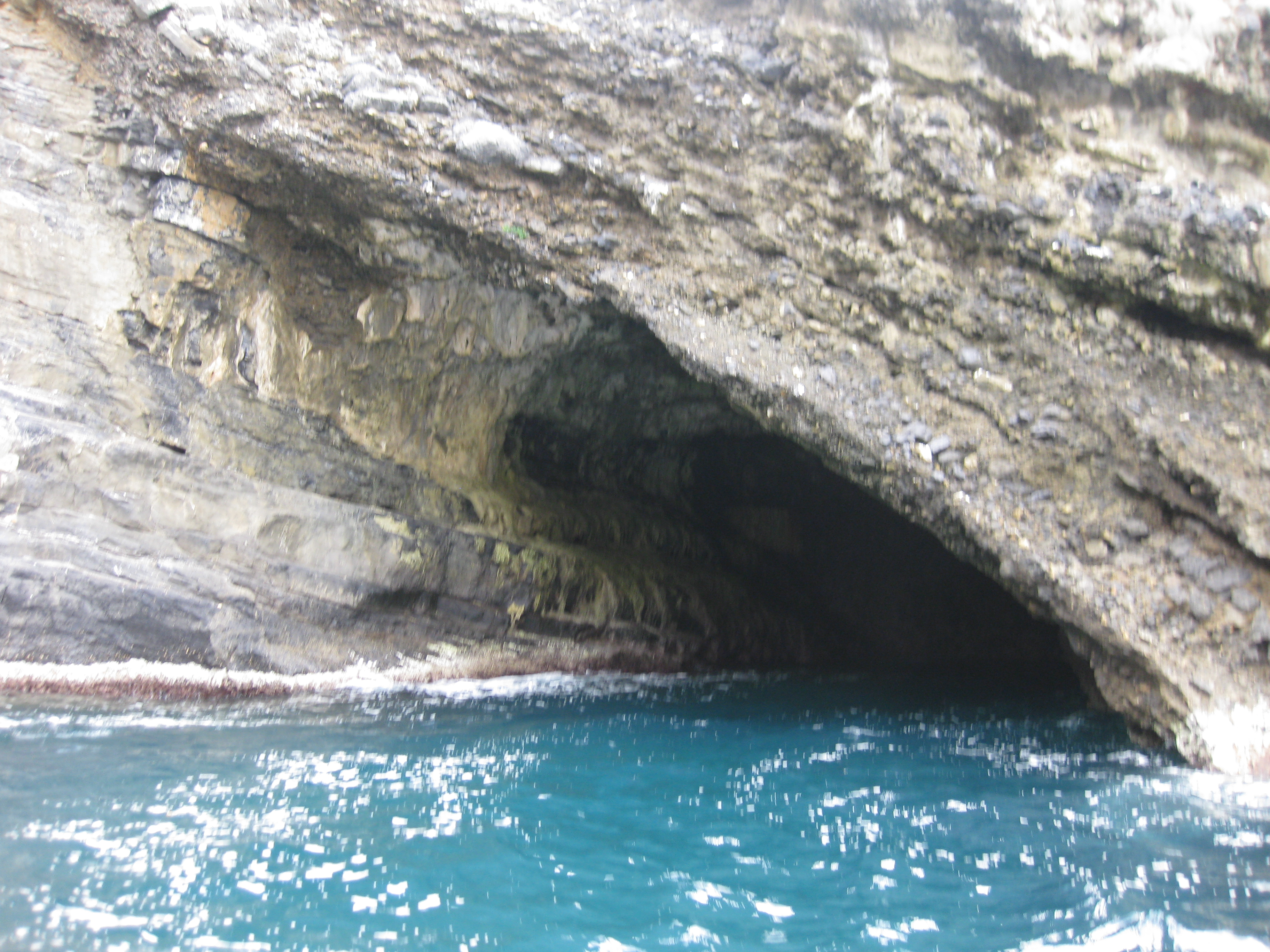
La Grotta Vulcanica di Palmaria

Il clima è tipico mediterraneo, pressoché privo di episodi di gelo in inverno. Tuttavia, le precipitazioni possono essere molto abbondanti, specialmente in autunno e primavera, a causa dell'orografia della riviera di Levante.
Nel territorio comunale, è ubicata la stazione meteorologica di Isola di Palmaria, i cui dati possono essere ritenuti simili a quelli che si verificano a Portovenere e nelle zone limitrofe.
Particolarità: molto evidenti in primavera, estate e autunno sono le "termiche", ovvero i venti che soffiano influenzati dalle condizioni climatiche; di notte/prima mattina soffia il vento di terra, in dialetto chiamato "avaxia", proveniente da NE. Nella tarda mattinata si alza il "Maestralino", proveniente da NW, che entra dalle Bocche di Portovenere anche con una certa forza allietando dalla calura estiva il paese e i numerosi yacht in rada. In autunno il Maestralino prende anche il nome di "Provenzaccia" poiché proviene dalla Provenza (derivazione del Mistral), freddo e carico di umidità.
Il comprensorio Portovenere-Isola Palmaria è l'unico punto di ridosso nel mar Ligure tra l'Isola d'Elba e le Isole di Hyères, in Francia. Questo dato di fatto fa comprendere lo storico ruolo strategico svolto da Portovenere nella storia marinaresca.

## Storia
(Francesco Petrarca, 1338)

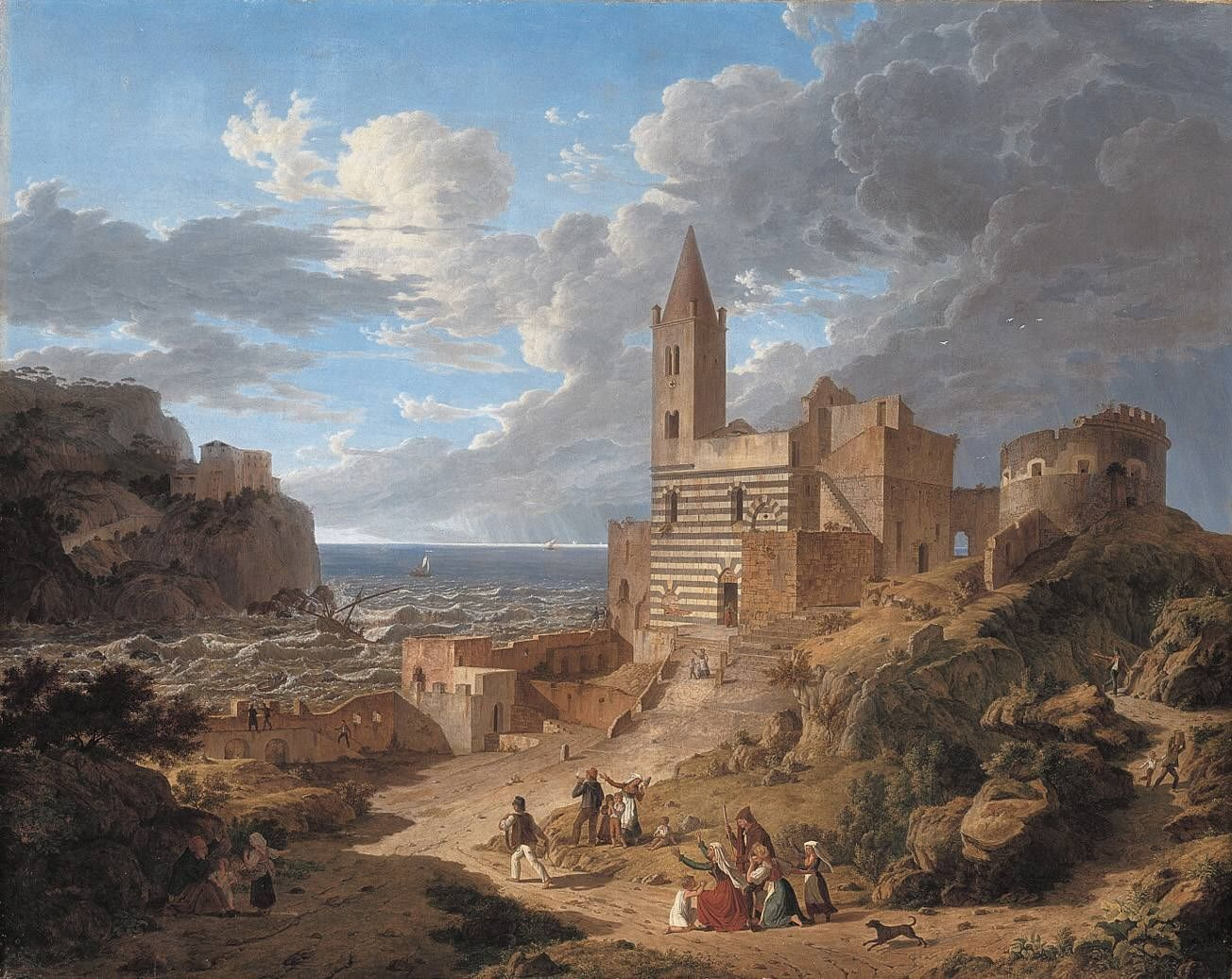
Porto Venere e il golfo di La Spezia
Leo von Klenze (1827)
Neue Pinakothek di Monaco

Anche se le origini più antiche del borgo vengono fatte risalire al VI secolo a.C. e alla presenza dei popoli Liguri, le prime datazioni storiche di Portovenere risalgono a Claudio Tolomeo (150 d.C.) e all'Itinerario Marittimo (Itinerarium Maritimum Imperatoris Antonini Augusti) dell'imperatore Antonino Pio del 161 d.C. nel quale il borgo viene definito come vicus (scalo) e poi castrum sito tra le località di Segesta Tigulliorum (l'odierna Sestri Levante) e Luni.
Il nome latino del borgo (Veneris Portus) deriva dal tempio dedicato alla dea Venere Ericina, che sorgeva sul luogo stesso sul quale oggi è la chiesa di San Pietro. La dedica a Venere era probabilmente legata al fatto che, secondo il mito, la dea era nata dalla spuma del mare, abbondante proprio sotto quel promontorio.
In epoca romana, e poi bizantina, il borgo antichissimo (castrum vetus) sorgeva sull'odierno piazzale Spallanzani, ma è oggi pressoché del tutto scomparso. I pochi reperti tardo romani rimasti consistono in una cisterna circolare sulla Punta di San Pietro, in alcune murature rinvenute sotto il piazzale Spallanzani e soprattutto con l'aula dell'antico sacello paleocristiano (incluso nella gotica chiesa di San Pietro).
Da semplice borgo di pescatori, alla metà del VI secolo Portovenere divenne base navale della flotta bizantina. Più tardi costituirà uno dei caposaldi marittimi della resistenza alla conquista longobarda.
Si ha notizia sicura di Portovenere come sede di abbazia dalle lettere di san Gregorio Magno a Venanzio di Luni nell'anno 594.
Il borgo di Portovenere fu assalito e devastato nel 643 da Rotari, re dei Longobardi nel corso della sua campagna di conquista della Liguria.
Anche dopo la fine del regno longobardo, nell'Impero carolingio Portovenere mantenne la sua importanza come scalo portuale.
Nell’ottobre del 801 il diplomatico ebreo Isacco, rientrato da Baghdad dove era stato ambasciatore di Carlo Magno presso il califfo Hārūn al-Rashīd, in viaggio verso la Francia, si fermò a Portovenere dove fece sbarcare l'elefante Abu l-Abbas, dono del califfo a Carlo Magno.
Come tanti altri borghi costieri liguri, tra i secoli VIII e XI dovette via via subire e difendersi dalle razzie di normanni e saraceni; nei secoli successivi dei turchi.
Dal X secolo Portovenere fu possedimento feudale dei Signori di Vezzano (vassalli dei Vescovi di Luni) che poi, verosimilmente nel 1139 lo cedettero, insieme alle isole prospicienti, alla Repubblica di Genova che intendeva farne un proprio caposaldo fortificato nell'estremo levante ligure.

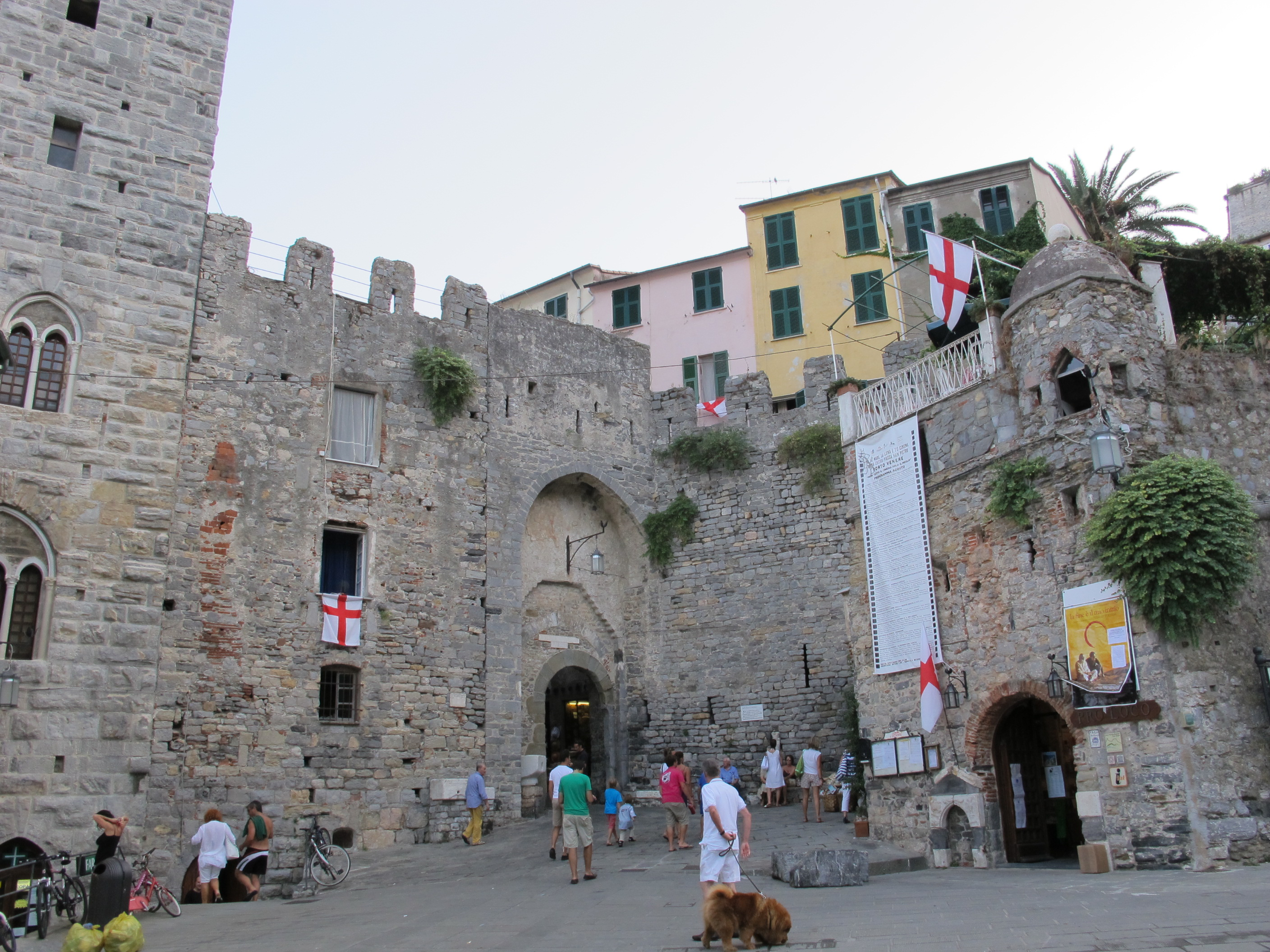
Le mura e la porta del borgo storico
XII secolo

Come testimoniano alcuni documenti, già nel 1113 Genova, per arginare l'espansione di Pisa, aveva inviato una colonia di suoi cittadini ed aveva edificato il quadrangolare castello sulla punta meridionale del promontorio dell'Arpaia, accanto al luogo della chiesa di San Pietro. Sempre nello stesso periodo genovese vennero costruiti la chiesa di San Lorenzo e il borgo nuovo (castrum novum).
Sono del 1161 le mura guelfe che racchiudono entrambi i borghi, il vecchio e il nuovo, le tre torri, la porta di accesso originale. Infine, nel 1162, fu sancito formalmente il passaggio delle due chiese sotto la giurisdizione del vescovo di Genova confermando di fatto il completo dominio genovese sul borgo. Portovenere diventò così per Genova approdo fortificato e colonia di cittadini genovesi nel levante ligure con il duplice compito di essere base della guerra di corsa contro le navi pisane e della penetrazione genovese in val di Vara e in Lunigiana. La Repubblica di Genova, infatti, si serviva anche di corsari per combattere sia Pisa che il flagello di Saraceni e Turchi.
A Portovenere nacquero o ebbero base numerosi corsari: Trapelicino, Amiceto da Fino, Stefanello da Portovenere, Simonino Cavalleri, Giovanni e Simone Barbavara, Giacomo e Baldassarre Bardella, Giuseppe Graffigna detto il Cardinalino, Jacopo Gattilusio. La pirateria fiorì nel golfo della Spezia, allora chiamato Golfo di Venere, considerato rifugio ideale per dedicarsi a questa attività. La domanda sempre più crescente di naviglio e di equipaggi diede origine a una fiorente cantieristica e ad una grande domanda di equipaggi coraggiosi da imbarcare in questa marineria commerciale e corsara.

La presenza a Portovenere del famoso mercante pratese Francesco Datini favorì lo smercio del bottino, piazzato altrove con buon guadagno per i corsari.
Le fortificazioni dell'oppidum di Portovenere subirono numerosi assalti nel corso della secolare guerra tra Genova e Pisa dando prova d'invulnerabilità, come nel 1242 in occasione dell'assalto a opera del fuoruscito genovese Ansaldo De Mari e della battaglia del Tino, descritta dal poeta e notaio Ursone da Vernazza.
Nel 1245 giunse a Portovenere la flotta genovese che da Civitavecchia portava in salvo papa Innocenzo IV in fuga dall'imperatore Federico II.
Nel 1251 con il sostegno di papa Innocenzo IV viene siglata la decennale pace di Portovenere tra la repubblica genovese e la Repubblica di Venezia.
In una notte del gennaio del 1340 divampò un incendio improvviso che distrusse il castrum vetus nel piazzale di fronte alla chiesa di San Pietro.
Nel tardo XIV secolo le discordie interne nella Repubblica di Genova ne provocarono l'inevitabile declino e la fine dell'indipendenza: la base di Portovenere venne in possesso di Carlo VI di Francia e poi del Regno d'Aragona, secolare nemico di Genova e dei suoi commerci.
Dal XIV secolo, col sorgere della Spezia a capoluogo, il borgo comincia a perdere importanza politica e commerciale; rimane però una delle principali fortezze della repubblica genovese, e sarà di nuovo poderosamente munita nei secoli XVI e XVII contro le incursioni turche.
Nel 1411 Portovenere, Lerici e Sarzanello furono vendute a Firenze che succedette a Pisa nella secolare contesa per il confine orientale al Caprione e alla Magra. La base venne poi addirittura ceduta a Filippo Maria Visconti nel 1435 da Alfonso d'Aragona, che nello stesso anno vi soggiornò per qualche tempo prima di salpare per Gaeta e rivendicare la sua successione al Regno di Napoli.
Poco tempo dopo, nel 1437, il doge Tomaso Fregoso recuperò definitivamente a Genova il possesso di Portovenere.
Nel novembre del 1461 il doge Lodovico Fregoso affida ad Antonio Biassa la custodia della rocca di Portovenere contro gli assalti dei Milanesi.
Il re Ferdinando II, minacciato dalle pretese di conquista di Carlo VIII sul suo regno, aveva inviato, con un forte contingente navale di 35 galee e 14 navi, il fratello Federico allo scopo di occupare Portovenere e sbarrare così il passo alle navi del re francese. Le forze aragonesi cannoneggiarono ripetutamente il borgo e poi tentarono lo sbarco. Alla difesa di Portovenere parteciparono non solo la guarnigione di quattrocento armigeri comandata da Giacomo Balbi, ma anche le donne del borgo capitanate dal famoso corsaro portovenerese Jacopo Bardella, il quale consigliò loro di spalmare di sego gli scogli a fior d'acqua. E lo sbarco si risolse in una catastrofica serie di cadute degli invasori che dovettero fuggirsene con gravi perdite (Battaglia di Portovenere, 17 luglio 1494).; le due chiese del borgo riportarono gravi danni dalle artiglierie nemiche. Dopo la vittoria nella battaglia, fu deciso di demolire completamente le macerie del castrum vetus e di lasciarne libero lo spazio per garantirsi una più facile difesa dai possibili assalitori.

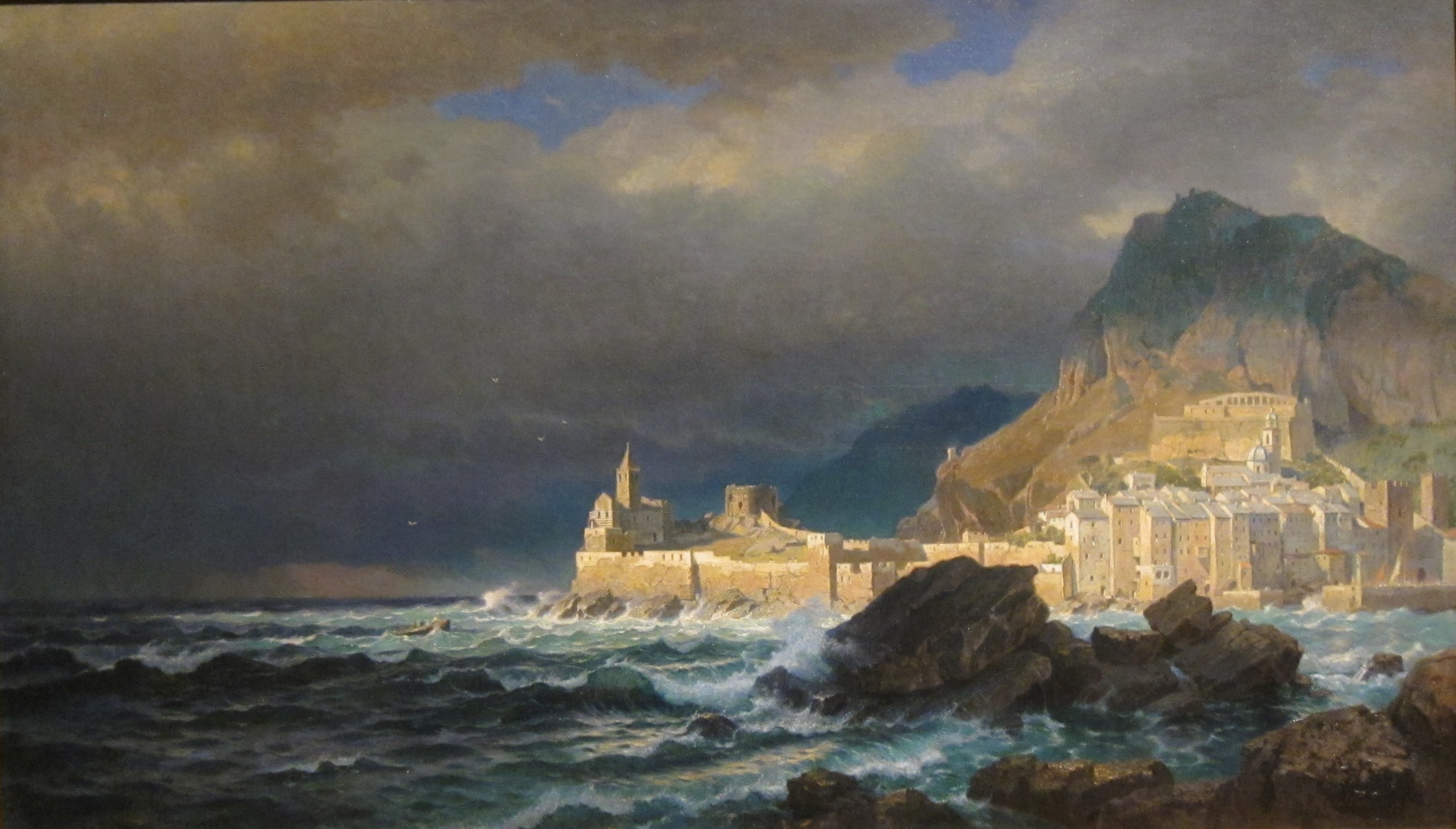
Porto Venere
William Stanley Haseltine (1878)
Dayton Art Institute

Al governo della Repubblica di Genova si devono le fortificazioni difensive contro le incursioni dei corsari barbareschi.
Agli inizi del XVII secolo, per il costante pericolo dei predoni turchi e anche per le nuove tensioni con il governo spagnolo, il Senato genovese dispone nuove difese nel territorio di Portovenere: la batteria di San Francesco ed il forte di Sant'Ambrogio e, nei pressi della Palmaria, la fortezza di Torre Scola eretta nel 1606. Nei primi anni del XVII secolo anche la porta del 1161 di accesso al borgo viene protetta da un potente bastione difensivo.
Nel 1628 il governo genovese fa costruire la "Casetta della salute" per insediarvi la funzione di controllo sanitario sulle navi in arrivo. Il piccolo edificio è stato demolito negli anni sessanta del XX secolo.
Perduta la sua antica importanza militare, ancora ai primi del XVIII secolo il borgo manteneva la sua funzione di scalo marittimo, soprattutto per il commercio del vino della Palmaria e del marmo Portoro.
Nella primavera del 1702, in piena guerra di successione spagnola, fa sosta il nuovo re di Spagna Filippo V, diretto a Milano. Nel 1744 vi giunge san Leonardo da Porto Maurizio, reduce da una missione di pacificatrice in Corsica.

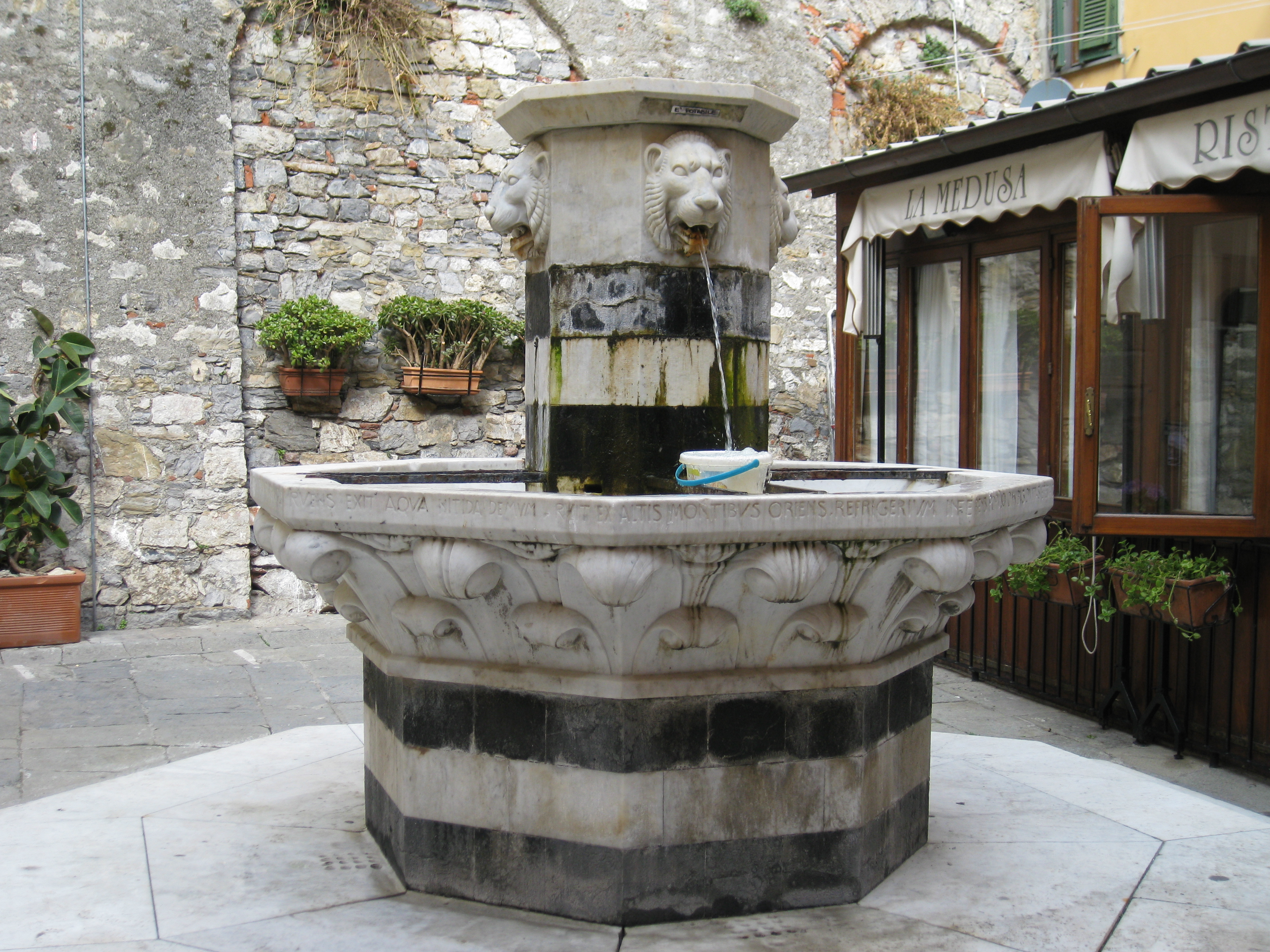
La fontana dei leoni

Alla caduta della Repubblica di Genova, nella nuova Repubblica Ligure Portovenere fece parte, dal 2 dicembre, del Dipartimento del Golfo di Venere, con La Spezia capoluogo. Dal 28 aprile 1798, con i nuovi ordinamenti francesi, il suo territorio rientrò nel VII cantone come capoluogo della Giurisdizione di Golfo di Venere e dal 1803 era il centro principale del III cantone del Golfo di Venere nella Giurisdizione del Golfo di Venere.
Quando poi la Liguria fu annessa all'Impero francese, dal 13 giugno 1805 al 1814, Portovenere era inserita nel Dipartimento degli Appennini. È in questo periodo storico che, nel 1812, venne realizzata nel golfo la strada litoranea denominata Strada napoleonica per volere di Bonaparte (oggi strada provinciale 530) che collega il centro marinaro a La Spezia attraversando i paesi di Fezzano, Le Grazie e Terizzo.
Alla caduta di Napoleone, nel 1815 come tutta la Liguria Portovenere entrò a far parte del Regno di Sardegna, nella provincia di Levante, e più tardi, con l'unificazione nazionale, del Regno d'Italia dal 1861. Dal 1859 al 1927 il territorio fu compreso nel I Mandamento di Spezia del Circondario di Levante che faceva parte della Provincia di Genova prima e, con la sua istituzione nel 1923, della Provincia della Spezia poi.
Apprezzata località di villeggiatura e meta di artisti e letterati di fine Ottocento e inizio Novecento (tra i suoi visitatori più celebri vi fu Lord Byron). Portovenere non fu immune all'ondata di violenze fasciste che sconvolse l'Italia tra il 1920 ed il 1923. Il 12 luglio 1921 una squadraccia spezzina giunse a Portovenere in vaporetto per compiere una spedizione punitiva: viene assassinato a colpi di pistola e pugnale il comunista Giacomo Bastreri.
Nel 1926 su di un'area di approdo del castrum vetus è stata costruita la Locanda San Pietro, innovativo albergo di architettura déco di Bibbiani e Guidugli, che a lungo ha ospitato personalità della cultura e del teatro nazionale .
Portovenere è ancora oggi una meta turistica di punta del panorama spezzino e ligure.
Nel 1998 Portovenere è stata dichiarata Patrimonio dell'umanità, bene tutelato dall'UNESCO - insieme ai Rolli di Genova e al suo centro storico (gli unici altri due beni inseriti per la Liguria) - e dal 2001 è sede dell'omonimo parco naturale regionale.

### Simboli
Stemma
Gonfalone
Lo stemma è stato riconosciuto con il decreto del Capo di Governo del 19 aprile 1933.
Le torri simboleggiano i tre nuclei principali del paese (Castello, Borgo Nuovo e San Pietro) corrispondenti ai tre insediamenti storici che hanno formato il centro abitato.

Oltre allo stemma e al gonfalone comunale è la croce di San Giorgio ad essere un simbolo civico e storico della comunità di Portovenere, vessillo riportato nello stemma comunale (sono dei colori di Genova le bandiere delle tre torri) che vuole sottolineare l'alleanza secolare del borgo con l'antica Repubblica di Genova. Tale "obbiettivo" è citato pure nello statuto comunale.

## Monumenti e luoghi d'interesse

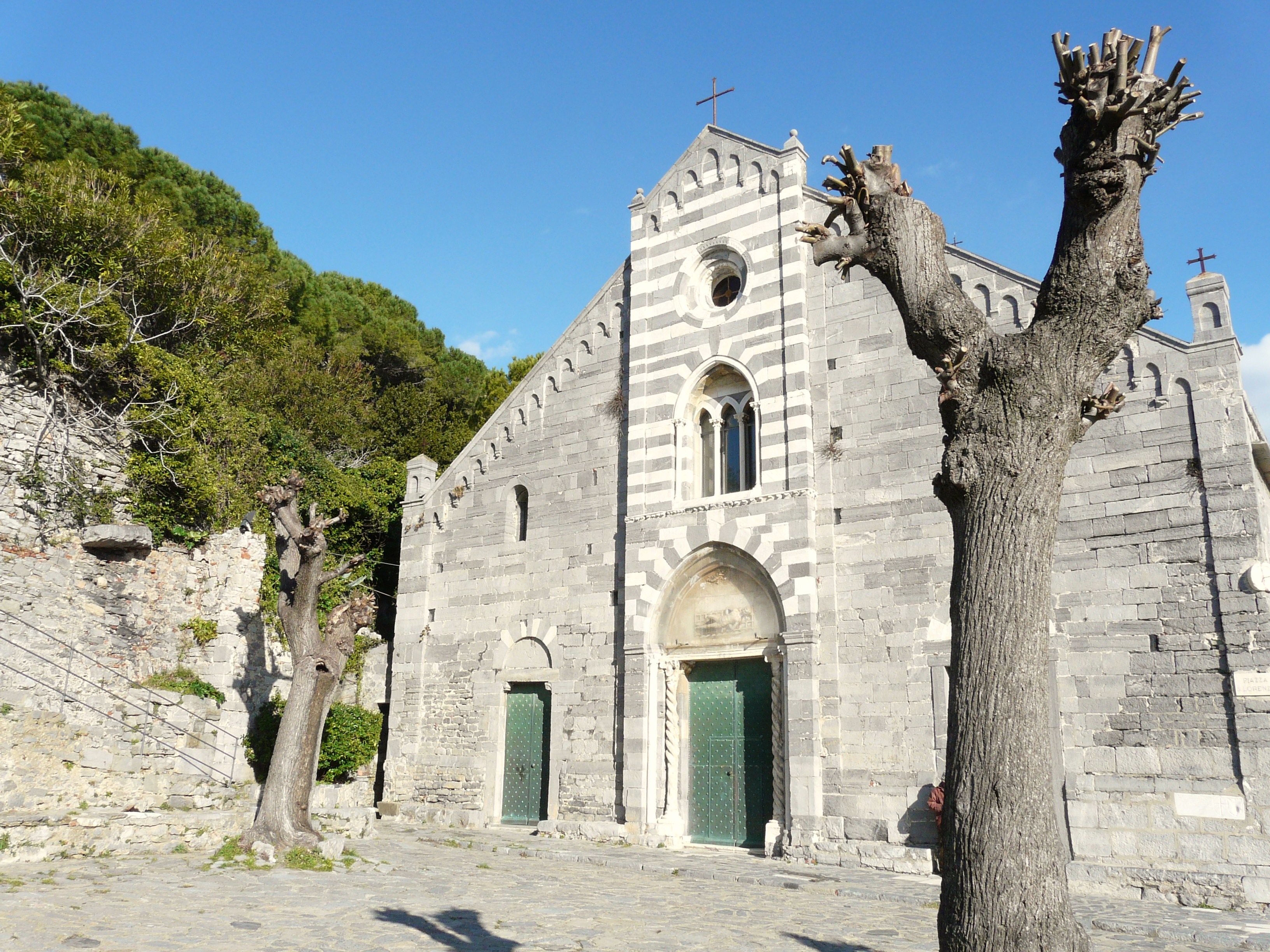
La chiesa di San Lorenzo e santuario della Madonna Bianca

### Architetture religiose
- Chiesa parrocchiale di San Lorenzo-santuario della Madonna Bianca nel capoluogo. La chiesa venne eretta dai Genovesi nel XII secolo[24], in stile romanico, e in seguito restaurata ed ampliata con importanti cambiamenti tra il 1494 e il 1582[24]. Conserva opere d'arte, arredi e oggetti sacri databili al XIV e XVI secolo[24]. Vi sono inoltre conservati due importanti cimeli: le polene che decoravano le galee di Portovenere che presero parte alle storiche battaglie della Meloria del 1284 e di Lepanto del 1571.

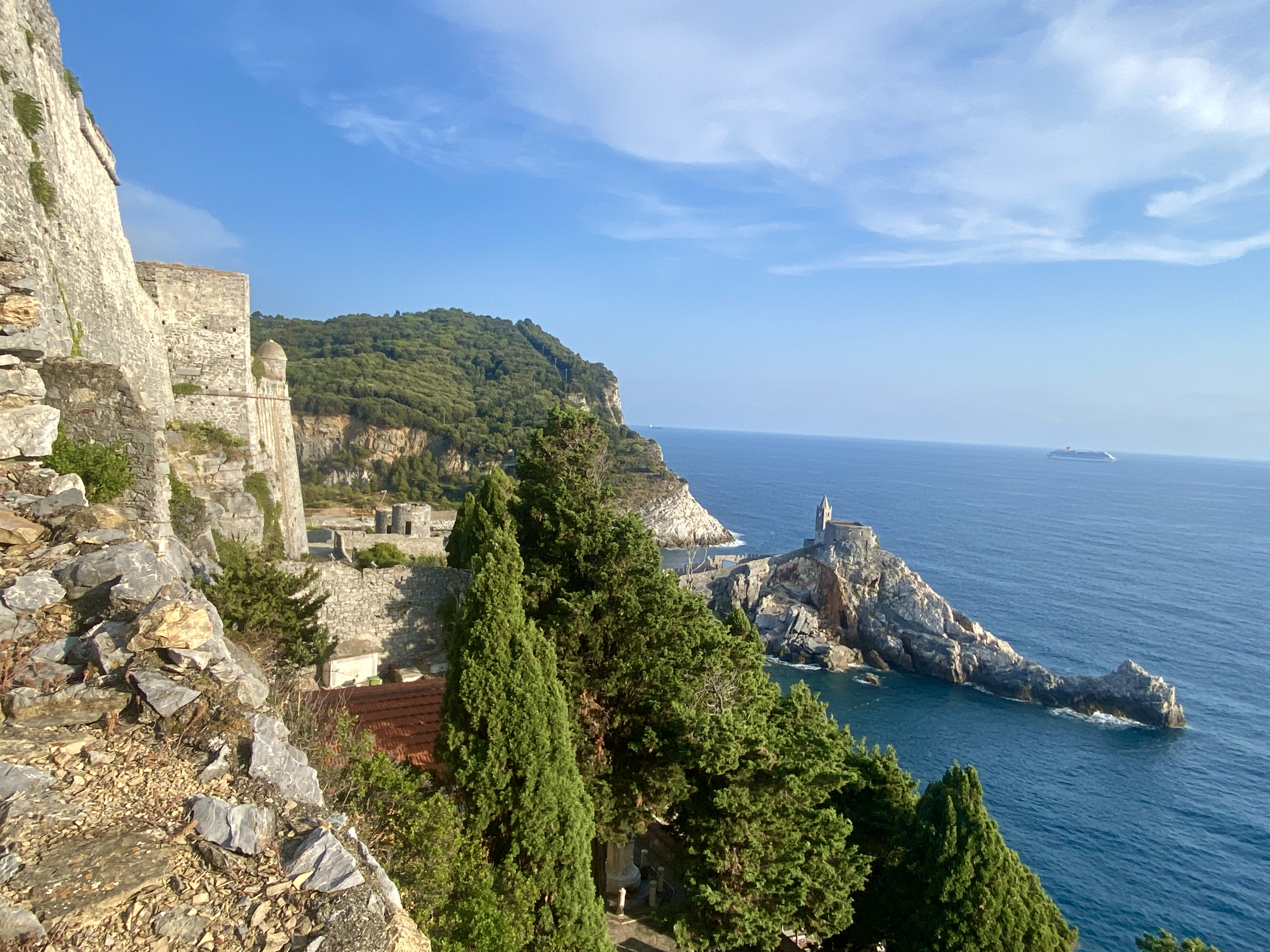
Veduta di Portovenere in vicinanza del "Giardino Pantesco". A destra è visibile la Chiesa di San Pietro e l'isola della Palmaria, a sinistra le mura fronte mare del Castello Doria.Nella parte inferiore è parzialmente visibile il cimitero di Portovenere.

- Veduta di Portovenere in vicinanza del "Giardino Pantesco". A destra è visibile la Chiesa di San Pietro e l'isola della Palmaria, a sinistra le mura fronte mare del Castello Doria.Nella parte inferiore è parzialmente visibile il cimitero di Portovenere. Chiesa di San Pietro nel capoluogo. Eretta tra il V secolo e il XIII secolo[24] in stile gotico genovese, è arroccata sulla roccia del promontorio delle Bocche di Porto Venere. La chiesa di San Pietro è il "cristiano tempio" citato da Eugenio Montale in una suggestiva poesia, dedicata a Portovenere.
- Convento di San Francesco, risalente ai primi del XVII secolo. Convertito in Ospedale Militare a metà del XIX secolo fu poi adibito a Municipio, poi a scuola elementare.
- Chiesa parrocchiale di San Giovanni Battista nella frazione di Fezzano. Edificata nel 1740[25] a unica navata, presenta diversi altari barocchi e un organo monumentale del genovese Filippo Piccaluga[25].
- Santuario-chiesa parrocchiale di Nostra Signora delle Grazie nella frazione delle Grazie.
- Abbazia di San Venerio sull'Isola del Tino. Il primo impianto religioso fu edificato nel VII secolo[11] e seguì una nuova edificazione nell'XI secolo[11]. Abbandonata nel XV secolo[11][26], è oggi sede di un piccolo museo archeologico dove sono conservati oggetti e manufatti dell'epoca romana e della vita monastica[11][26].
- Ruderi sull'Isola del Tinetto di un oratorio paleocristiano[26] e di una chiesa risalente all'XI secolo[26], forse legata al culto di san Venerio[26], e con modifiche strutturali databili al XII e XIII secolo[26]. Sempre sul Tinetto, nella zona d'approdo a levante dell'isola, è presente un sacello del V o VI secolo[26].

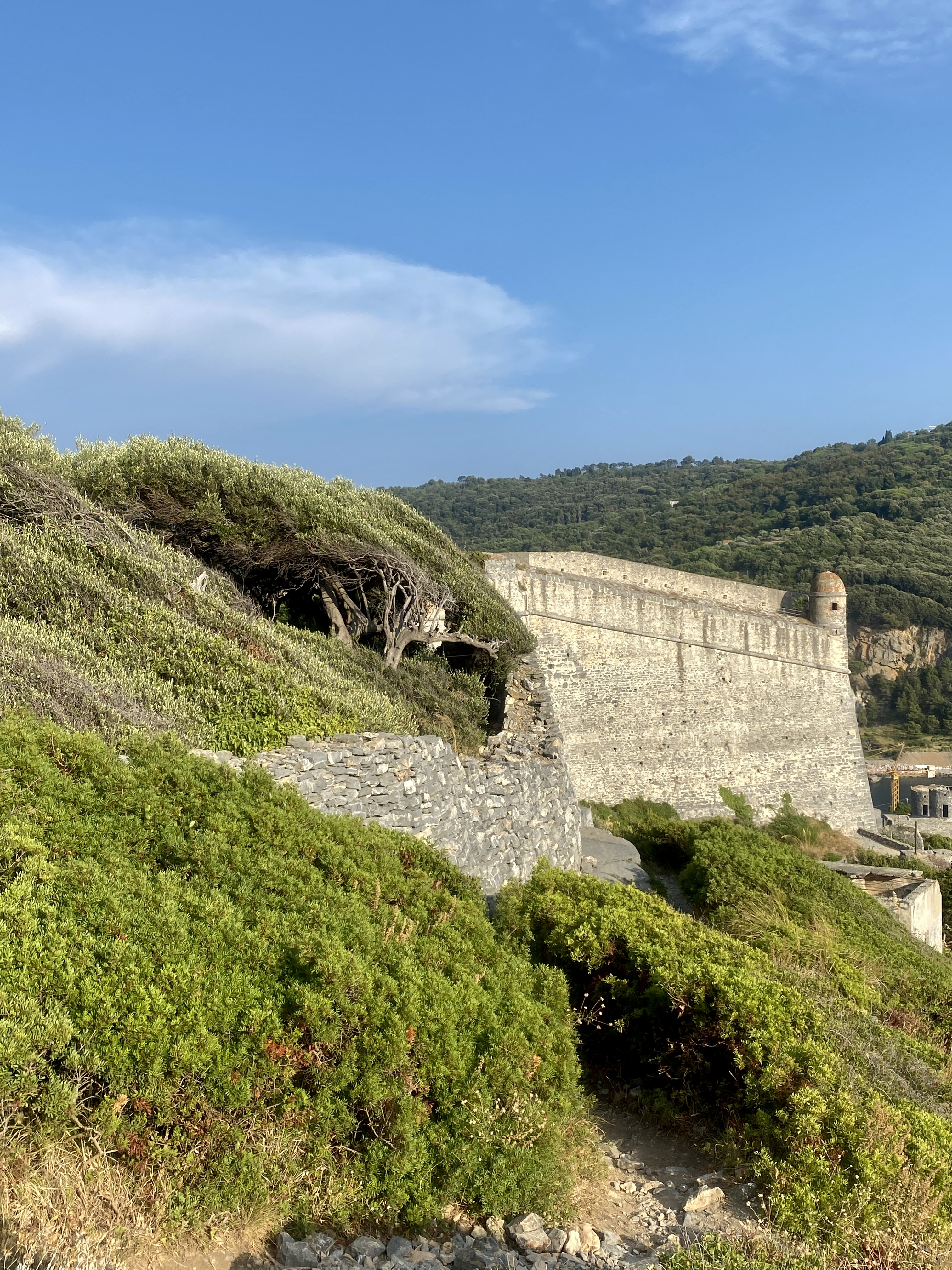
Muro a secco ciclopico e "Giardino Pantesco".

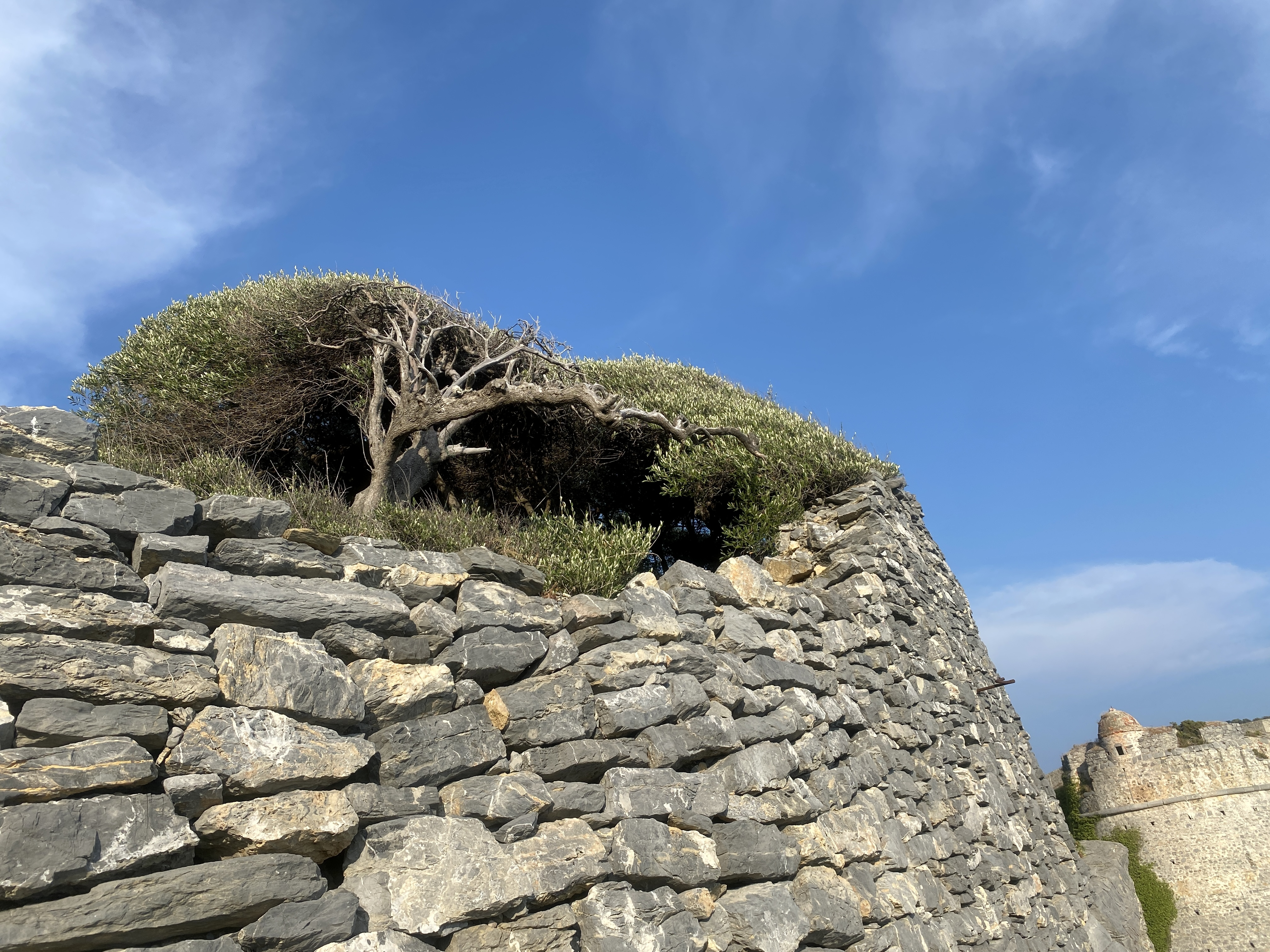
Dettaglio del muro a secco ciclopico, su cui la chioma degli ulivi sotto l'azione dei venti, si è sagomata, creando un unicum a queste latitudini.

### Architetture civili
Prima degli anni trenta del XX secolo, le facciate delle case torri di Portovenere erano di colore rosa per il rivestimento di cocciopesto impermeabile alla salsedine marina. Fra gli edifici più importanti si contano: 
- Torre Capitolare e porta del centro storico di Portovenere. Collegata alla cinta muraria che sale al castello Doria, la medievale porta d'accesso al borgo vecchio reca l'iscrizione Colonia Januensis 1113[11], data d'inizio della dominazione della Repubblica di Genova. A sinistra della porta sono collocate due misure genovesi di capacità risalenti all'anno 1606[11]. La Torre Capitolare risale al 1161[11], con il tipico paramento a bugnato e con aperture a bifore e trifore.
- Cinta muraria e torri, genovese, a merlatura guelfa (1161).
- Antico complesso conventuale di San Francesco, oggi sede del Municipio e di alcune abitazioni private.
- Locanda San Pietro, storico albergo esempio di architettura déco (architetti Bibbiani e Guidugli, 1927).
- Faro di San Venerio sull'isola del Tino, edificato nel 1839.
- "Muro Ciclopico" e "Giardino Pantesco", imponente muro a secco semicircolare  al cui interno sono presenti ulivi secolari le cui chiome oggi modellate dal vento formano  un perfetto connubio con le pietre magistralmente disposte a proteggere l’orto dai venti di Libeccio e Maestrale.

### Architetture militari

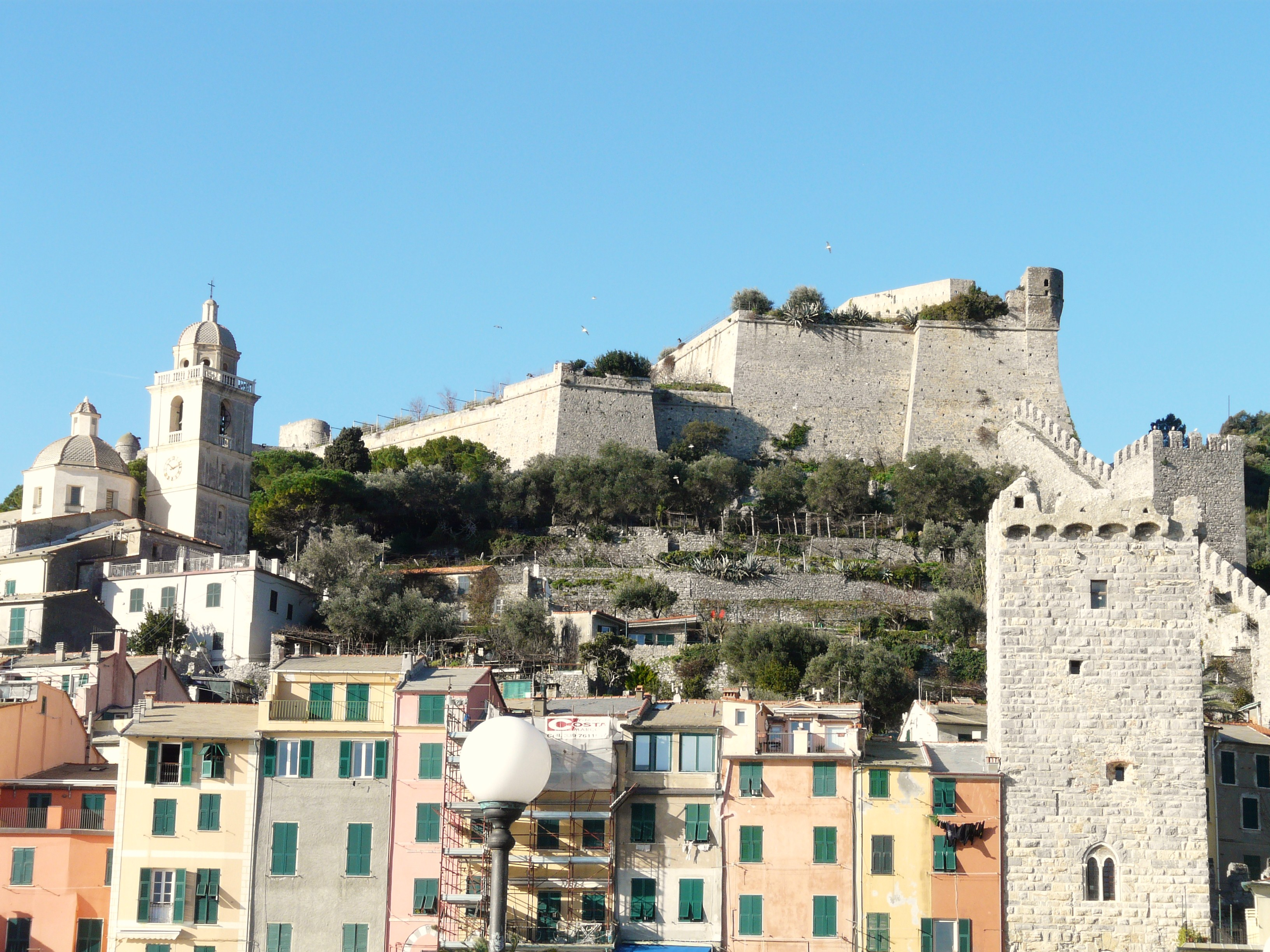
Il castello Doria, le mura, le torri.
A sinistra dell'immagine il campanile del santuario della Madonna Bianca.

- Castello Doria. La fortezza è situata sull’altura rocciosa che domina il borgo marinaro ed è considerata una delle più maestose architetture militari edificate dalla Repubblica di Genova nel Levante ligure. Edificato nel 1161, il castello fu al centro di successivi lavori di ampliamento e di rimodernamento tra i secoli XV e il XVII[27].
- Forte Cavour. Situato sulla vetta dell'isola della Palmaria, l'opera fu portata a compimento nel 1861[28], su disegno del Genio del Regno di Sardegna, anche se già esisteva un analogo progetto difensivo durante la dominazione napoleonica. Di proprietà militare la fortezza, in abbandono, non è visitabile.
- Forte Umberto I. Voluto dal Regno d'Italia, è situato nella punta nordorientale della Palmaria. La fortezza venne realizzata tra il 1887 e il 1890 ed è di proprietà della Provincia della Spezia che, dopo un restauro, ne ha fatto la sede di un centro culturale legato al mare con spazi espositivi, congressuali e laboratori didattici nel campo dell'archeologia subacquea e della scienza marina[29].
- Batteria Semaforo sull'isola della Palmaria. La stazione semaforica fu installata dalla Regia Marina negli anni Trenta del XX secolo sul luogo dove esisteva una torre genovese d'avvistamento contro le incursioni dei pirati turchi; i dati meteo marini della stazione registrarono dal 1932 al 1962 e pubblicati dall'Istituto idrografico della Marina.
- Torre Scola, realizzata nel XVII secolo dalla Repubblica genovese sullo scoglio presso punta Scola, a nord est della Palmaria.
- Fortezza del Varignano. Situato all'estremità della punta che separa il seno delle Grazie da quello del Varignano, la fortezza, già lazzaretto in epoca genovese (1724), dalla seconda guerra mondiale ospita il Comando subacquei ed incursori (Raggruppamento Subacquei ed Incursori "Teseo Tesei") della Marina Militare[11].

### Siti archeologici
- Villa romana del Varignano del I secolo a.C., nella frazione delle Grazie.

### Aree naturali

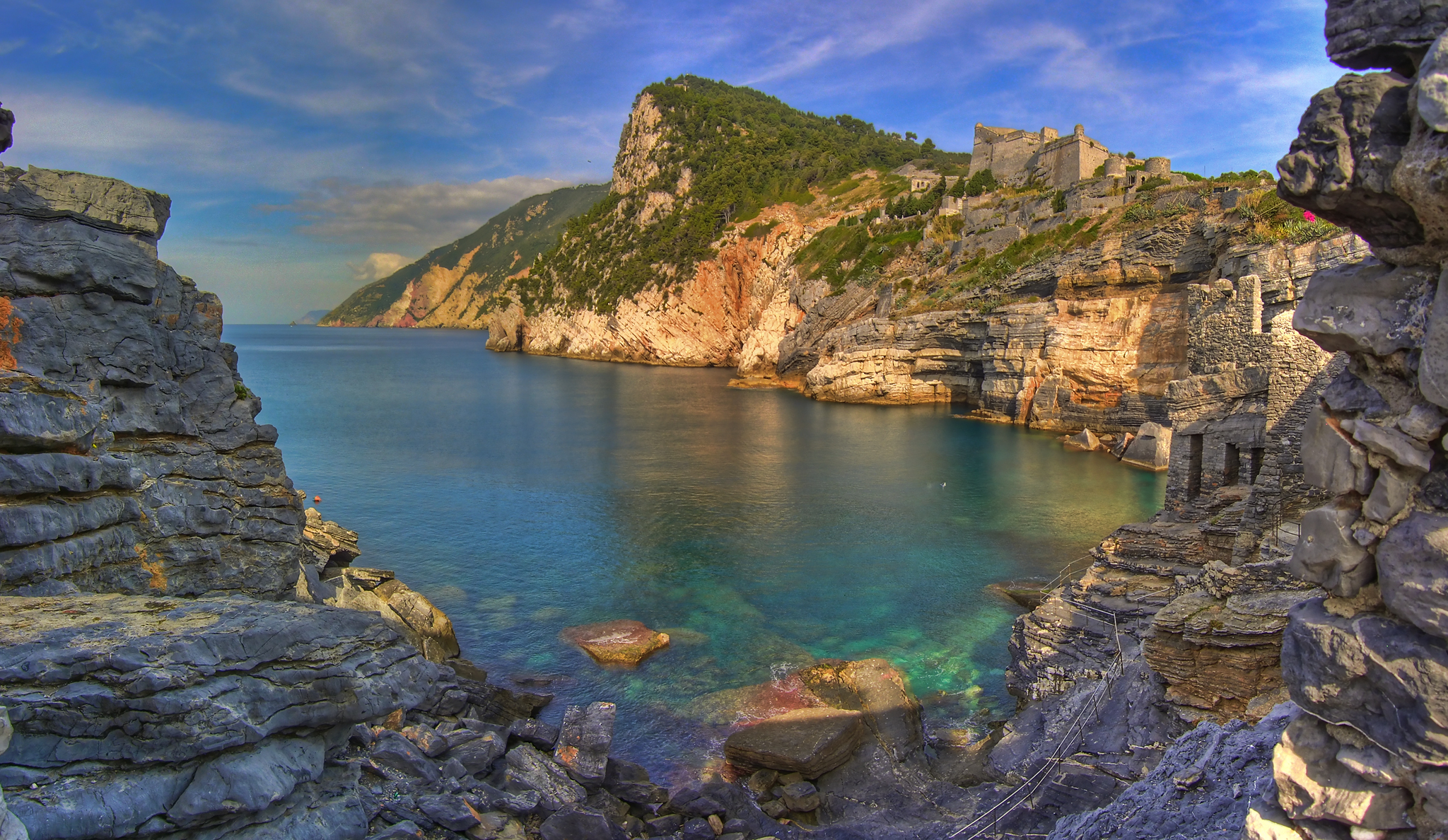
La grotta di Byron

Tra i luoghi naturali del territorio di Portovenere celebri sono le grotte marine di Byron (cala dell'Arpaia) e le grotte Azzurra (semi sommersa) e del Tinetto; la cavità dei Colombi e la parete del Tino; la secca di Dante e le cale Piccola e Grande.
La grotta di Byron prende il suo nome dal poeta inglese George Gordon Byron che in questo luogo traeva ispirazione e meditazione per le sue opere letterarie - è situata presso lo sperone di roccia sottostante la chiesa di San Pietro e l'antica postazione difensiva; la cavità marina ha una profondità minima di cinque metri e una massima di venti lungo il fianco.

## Società

### Evoluzione demografica
Abitanti censiti

### Etnie e minoranze straniere
Secondo i dati Istat al 31 dicembre 2019, i cittadini stranieri residenti a Portovenere sono 127, così suddivisi per nazionalità, elencando per le presenze più significative:
1. Romania, 25
2. Albania, 22

### Ecologia
Un impianto di convogliamento della fognatura, dotato di griglie e pompe, spinge i reflui in una condotta sottomarina che fuoriesce a circa 200 m oltre la punta di San Pietro. La forte corrente e l'elevata profondità dello scarico (35 m circa) contribuiscono alla rapida dispersione del fluido.

## Cultura

### Istruzione

#### Musei e arte varia
- Museo della chiesa di San Lorenzo.
- Museo dell'abbazia di San Venerio, sull'isola del Tino.
- Cenobio paleocristiano, sull'isola del Tinetto.
- Sulle rocce dell'Arpaia è collocato il bronzo di Madre Natura, madre feconda in atto di ammirare il mare. L'opera è dello scultore napoletano Raffaele Scorzelli che per Portovenere ha anche eseguito la Porta del cielo per la vicina chiesa di San Pietro (1992).
- Nel Palazzo comunale è una raccolta di vari dipinti relativi a Portovenere e alla sua storia.
- Antiquarium presso la villa romana del Varignano.

### Eventi
- Tradizionale è la processione della Madonna Bianca lungo le vie del borgo e la suggestiva illuminazione a fiaccole romane del promontorio di Punta San Pietro: l'icona della Madonna Bianca, a ricordo della cessazione dell'epidemia di peste (17 agosto 1399), viene portata in processione lungo le vie del borgo.
- Piazza Spallanzani, prospiciente la Chiesa di San Pietro, è sede di spettacoli teatrali.
- Portovenere è una delle borgate marinare che partecipano ogni anno al Palio del golfo.
- A Portovenere esisteva la Grotta dell'Arpaia (ora crollata), nota come Grotta di Byron, da cui si dice che nel 1822 il poeta inglese George Byron fosse partito a nuoto attraversando il golfo della Spezia fino a San Terenzo per visitare l'amico poeta Percy Bysshe Shelley a Lerici. II fatto, nonostante non sia mai avvenuto, ha fornito lo spunto per far nascere la manifestazione di nuoto in acque libere denominata Coppa Byron.

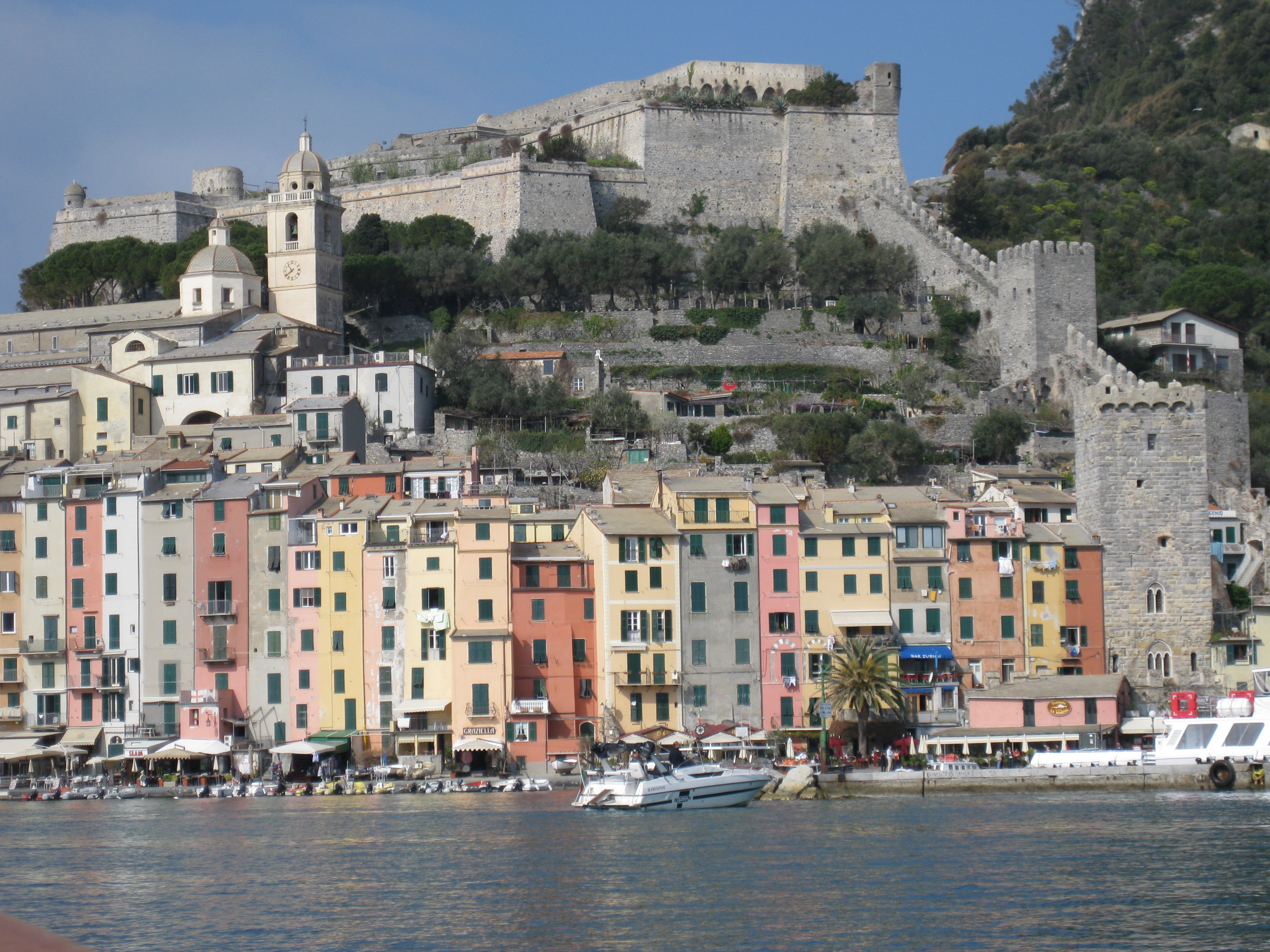
Panorama di Portovenere visto dall'Isola di Palmaria

## Geografia antropica
Portovenere confina a nord con il comune della Spezia mentre a sud, ovest ed est è bagnato dal mar Ligure. Oltre al capoluogo, fanno parte del territorio comunale le due frazioni di Fezzano e delle Grazie, nonché l'arcipelago spezzino formato dalle isole Palmaria, Tino e Tinetto per un totale di 7,66 km2.

## Economia
Portovenere è un paese essenzialmente turistico che vive di commercio, ristorazione e attività legate alla ricettività turistica. La località ha ottenuto dalla FEE-Italia (Foundation for Environmental Education) il conferimento della Bandiera blu per la qualità dei servizi del porto turistico (Porticciolo di Portovenere) nel 2021.
Nella vicina località di Panigaglia si trova un impianto di rigassificazione di gas naturale liquido importato in Italia.

## Infrastrutture e trasporti

### Strade
Il centro di Portovenere è collegato alla Spezia dalla strada provinciale 530 di Portovenere, costruita in epoca napoleonica.

### Mobilità urbana
Dal comune di La Spezia un servizio di trasporto pubblico locale gestito dall'ATC garantisce quotidiani collegamenti bus con Portovenere e per le altre località del territorio comunale.

### Linee marittime
Nei mesi estivi è attivo un servizio di trasporto marittimo con l'ausilio di battelli e traghetti che collegano il porticciolo di Portovenere con i centri vicini di Lerici, La Spezia e le principali località delle Cinque Terre.
Un servizio di trasporto locale, tramite barcaroli, collega continuamente Portovenere alla vicina isola della Palmaria.

## Amministrazione
| Periodo           | Periodo           | Primo cittadino             | Partito                                                       | Carica         | Note   |
| ----------------- | ----------------- | --------------------------- | ------------------------------------------------------------- | -------------- | ------ |
| 1960              | 1964              | Francesco Bronzi            | Partito Socialista Italiano                                   | Sindaco        |        |
| 1964              | 1965              | Sergio Fenoglio             | Partito Socialista Italiano                                   | Sindaco        |        |
| 1965              | 1970              | Giovanni Mariotti           | Partito Socialista Italiano                                   | Sindaco        |        |
| 1970              | 1975              | Maria Maddalena Rossi       | Partito Comunista Italiano                                    | Sindaco        |        |
| 1975              | 1980              | Mauro Lotti                 | Partito Comunista Italiano                                    | Sindaco        |        |
| 1980              | 1985              | Franco Talevi               | Partito Comunista Italiano                                    | Sindaco        |        |
| 2 agosto 1985     | 26 maggio 1990    | Franco Talevi               | Partito Comunista Italiano                                    | Sindaco        |        |
| 25 giugno 1990    | 24 aprile 1995    | Luigi Guida                 | Democrazia Cristiana                                          | Sindaco        |        |
| 24 aprile 1995    | 14 giugno 1999    | Giovanni Pistone            | lista civica di centro-sinistra                               | Sindaco        |        |
| 14 giugno 1999    | 14 giugno 2004    | Gianfranco Della Croce      | lista civica di centro-sinistra                               | Sindaco        |        |
| 14 giugno 2004    | 17 settembre 2007 | Salvatore Matteo Calcagnini | lista civica di centro-sinistra                               | Sindaco        | [ 34 ] |
| 17 settembre 2007 | 15 aprile 2008    | Annunziata Gallo            |                                                               | Comm. straord. | [ 35 ] |
| 15 aprile 2008    | 30 maggio 2013    | Massimo Nardini             | Partito Democratico                                           | Sindaco        |        |
| 30 maggio 2013    | 10 giugno 2018    | Matteo Cozzani              | Portovenere-Le Grazie-Fezzano (lista civica di centro-destra) | Sindaco        |        |
| 10 giugno 2018    | 15 maggio 2023    | Matteo Cozzani              | Portovenere-Le Grazie-Fezzano (lista civica di centro-destra) | Sindaco        |        |
| 15 maggio 2023    | in carica         | Francesca Sturlese          | La lista civica (lista civica di centro-destra)               | Sindaco        |        |

## Sport

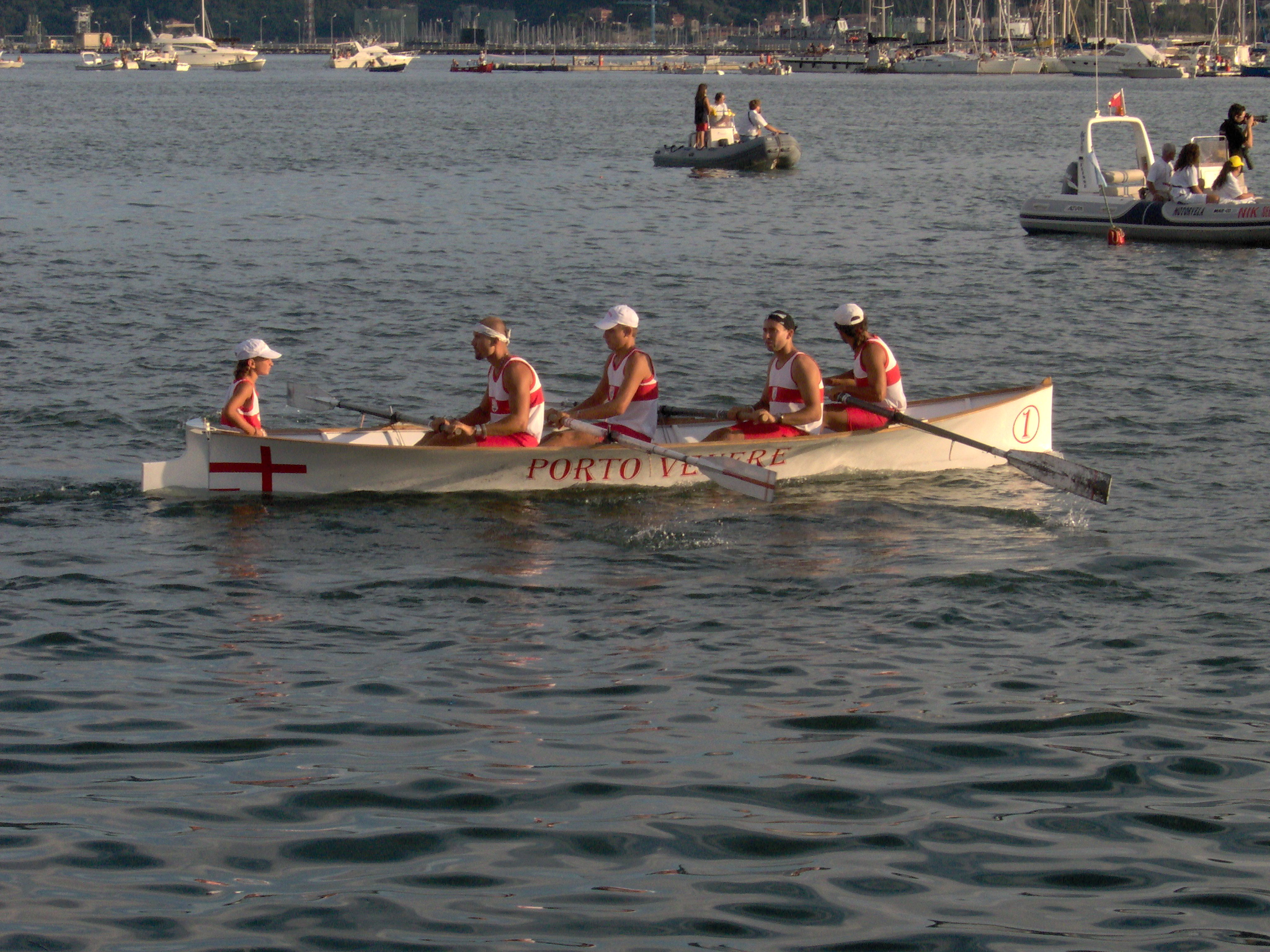
L'armo di Portovenere nell'81° Palio del golfo

### Nautica
Portovenere partecipa con un proprio equipaggio al Palio del golfo della Spezia, che si svolge ogni anno la prima domenica d’agosto.

### Calcio
- U.S. Fezzanese Calcio, militante nel campionato di Serie D, le cui partite casalinghe vengono disputate presso l'impianto sportivo "Miro Luperi" di Sarzana.
- A.S.D. Forza e Coraggio 1914, militante nel campionato di Promozione.